# گئورگی فیلیپوف
گئورگی فیلیپوف (بلغاری: Георги Филипов؛ زادهٔ ۱۲ اوت ۱۹۸۵) بازیکن فوتبال اهل بلغارستان است.